# Clube de Regatas Saldanha da Gama (Santos)
O Clube de Regatas Saldanha da Gama, fundado em 14 de julho de 1903, é um clube desportivo brasileiro, sediado na cidade de Santos, no estado de São Paulo. Suas cores são vermelho, azul e branco. O Clube passou por uma grande reestruturação em 2015 e foi reinaugurado em 2017.
No início, o objetivo do clube era o desenvolvimento dos esportes aquáticos que na época eram os esportes em ascensão. Atualmente tem disponível, como modalidade, basquete, futebol Society, futebol de Salão, patinação, tênis, tênis de Mesa e zumba.

## História
O Clube de Regatas Saldanha da Gama foi fundado em 14 de julho de 1903 por Alberto e Albertino Xavier Morais e Antônio Filgueiras Chaves Junior, recebendo o nome do Almirante Luís Filipe de Saldanha da Gama. Tinha como objetivo o desenvolvimento dos esportes aquáticos, já que o remo era o esporte da época. Em 72 horas mais 15 nomes eram acrescentados à lista de fundadores e, em pouco tempo, já possuía 78 associados. Pouco depois, os saldanhistas adquirem o seu primeiro patrimônio - uma baleeira e um escaler, que eram guardados nos fundos de um botequim.
A primeira sede do clube foi instalada num prédio na faixa do cais do porto. Foi neste local que o clube se vitalizou, já que Santos, à época, centralizava-se e desenvolvia-se nesta área. No ano seguinte a sede do clube transferiu-se para a Praça da República. Uma maior área, no bairro Ponta da Praia, foi adquirida no ano de 1925. Sendo nessa área onde ainda hoje o Saldanha está instalado.
No ano de 1932 era inaugurada a sede social, embora o clube já possuísse restaurante, salão de baile, campo e pista de atletismo, dormitório e quadra de basquete. Em 1933/34 eram construídas as duas primeiras quadras de tênis e um paredão.

### Linha do Tempo
1903 - Fundado o clube na época sem sede, apenas no papel.
1904 - Primeira sede num prédio na faixa do cais do porto.
1905 - Em 1905, a sede foi para a Praça da República.
1925 - Aquisição de área na Ponta da Praia.
1932 - Inaugurada a sede social, com restaurante, salão de baile, campo e pista de atletismo, quadra de basquete.
1933 - Construídas as duas primeiras quadras de tênis, introduzindo o esporte nas atividades do Saldanha.
2010 - Em meio à uma crise econômica, o clube decide vender metade da sede ao Grupo Mendes.
2015 - Inicia-se a construção da nova sede, a antiga sede foi demolida para dar lugar a um novo espaço mais moderno.
2017 - Reinauguração da sede social.

## Estrutura

### Desportiva

#### Piscinas
As piscinas possuem vista para Baía de Santos. Sendo uma Piscina Adulto com dimensões de 24m por 12m e profundidade de 1m, uma Piscina Infantil com 4,5m por 4,5m e 40cm de profundidade, ainda um espaço chamado de "prainha" de 5m por 19m com profundidade de 30cm.

#### Quadras de Tênis[3]
Três quadras de tênis em saibro, sendo duas quadras cobertas e uma quadra descoberta.

#### Quadra Poliesportiva
Quadra poliesportiva feita de concreto com dimensões de 28m comprimento por 15m de largura. Coberta, preparada e equipada para a realização de esportes como futsal, voleibol e basquete.[carece de fontes?]

#### Campo Society[3]
Um excelente campo sintético com dimensões de 1.498m², sendo que 30m de largura e 50m de comprimento, atendendo ao padrão “Soccer Grass” de qualidade. Conta ainda com uma churrasqueira e vestiários exclusivos para os jogadores.

#### Campo de futebol gramado
Campo de gramado com dimensões 44m largura por 94m comprimento, capacidade para 22 jogadores. Vestiários e lanchonete exclusiva aos atletas.

#### Academia[3]
Ocupa 257m² 

### Social

#### Salão Social
O salão possui infraestrutura para festas, jantares, confraternizações e diversos eventos, como bailes. Localizado no segundo andar da Sede Social do Clube, ocupa 730m² e tem capacidade para 900 pessoas em pé ou 500 pessoas acomodadas.

#### Brinquedoteca
A Brinquedoteca é um espaço Lúdico-Pedagógico e Cultural criado para oportunizar o brincar, o lazer e o prazer em aprender no desenvolvimento da criança.

#### Playground
O Playground atende requisitos ecológicos, é feito de madeira plástica e possibilita diversas opções de brincadeiras ao ar livre. 